# Асторія (Будапешт)

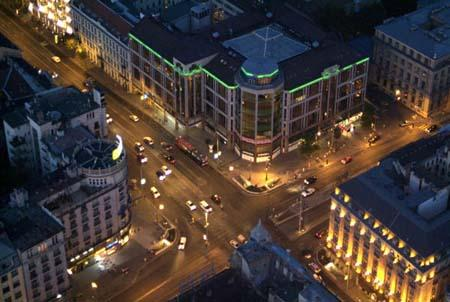
Асторія в ночі.

Асторія (угор. Astoria) — розмовна, неофіційна назва перехрестя головних доріг у центрі Будапешта. Назва може також відноситися до станції метро лінії М2. Вона названа на честь готелю «Grand Hotel Astoria». Це точка перетину вулиці Ракоці (угор. Rákóczi út) та Малого бульвару (угор. Kiskörút). Тут розташований гуманітарний факультет Університету Лоранда Етвеша і Угорський національний музей. Велика синагога на вулиці Дохані знаходиться в протилежному напрямку, приблизно за 200 м від цього перехрестя.

## Історія

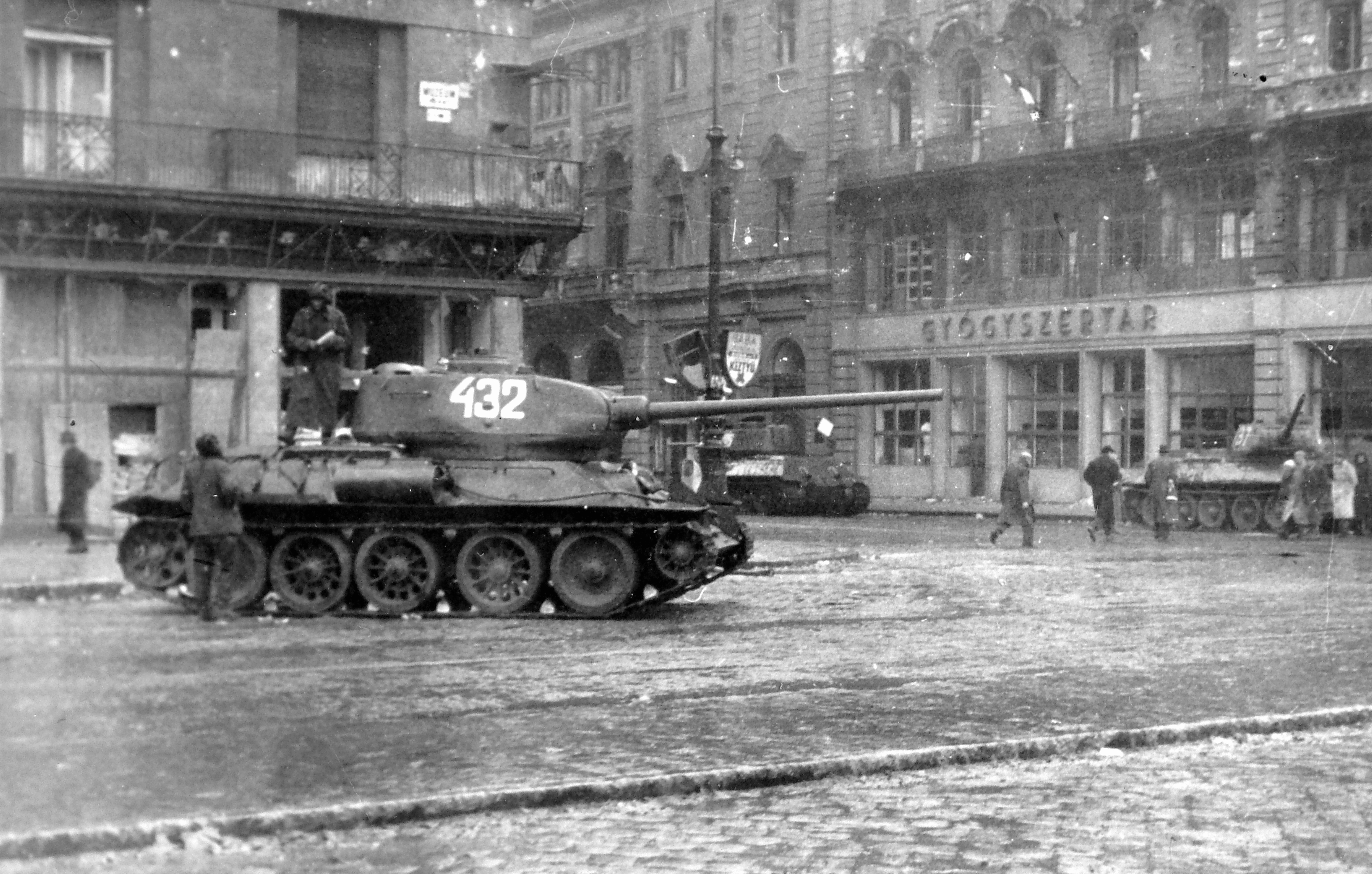
Радянський танк біля готелю Асторія під час придушення революції 1956 року

Розкопки показали, що на місці перехрестя у XV століття стояли східні ворота. Через розростання міста, ворота у 1808 році були знесені. У 1914 році тут побудували готель «Асторія». Навпроти стояли муніципальні будинки. З початку 20 століття торговельне значення центральних вулиць відійшло на задній план, вулиці Ракоці та Лайоша Кошута стали важливими транспортними артеріями.
Під час революції 1956 року тут відбулися масові антикомуністичні мітинги, починаючи з 23 жовтня. 25 жовтня біля готелю «Асторія» зібрались демонстранти, щоб завадити колоні танків просуватися до будівлі парламенту. Спочатку все було мирно, демонстранти та солдати розмовами хотіли переконати один одного, люди втикали квіти у дула танків. Але внаслідок провокації було застрелено радянського офіцера. У відповідь на це радянські війська відкрили вогонь по маніфестантам, у результаті з обох сторін було вбито 61 і поранено 284 осіб.